# Wybe van Brakel
Wybe Lambertus ('Wybe') van Brakel (Noordwolde, 25 maart 1927 – Amsterdam, 22 juni 2017) was een Nederlands beeldend kunstenaar.

## Opleiding
In de jaren direct na de Tweede Wereldoorlog volgde Van Brakel tekenlessen bij Jan van Uffelen in Amsterdam. Begin jaren zestig volgde hij weer tekenlessen, nu van Mark Kolthoff (1901-1993) en prof. Charles Roelofsz aan de Rijksschool voor Kunstnijverheid Amsterdam, die in die jaren gevestigd was in de tuin van het Rijksmuseum.

## Docentschap
Van Brakel zou ruim dertig jaar - van 1947 tot 1978 - als leraar expressievakken werken aan Mulo's en in het nijverheidsonderwijs, onder meer in Amsterdam, Amstelveen, Utrecht en Abcoude. In deze periode raakte hij bevriend met Anton Rooskens, cobra-schilder van het eerste uur die eveneens op nijverheidsscholen les gaf. Tijdens zijn lange jaren als leraar heeft Van Brakel in de scholen waar hij werkte de vakken handvaardigheid en tekenen stevig op de kaart gezet, lang voor de invoering in 1968 van de Mammoetwet, die de expressievakken verplicht zou stellen. De werkstukken van zijn leerlingen trokken veelvuldig de aandacht van de landelijke pers en televisie.

## Werk
Als kunstenaar werkte hij wars van stromingen en modes gestaag aan een gevarieerd oeuvre. Hij schilderde, tekende, beeldhouwde en maakte objecten van keramiek. Abstract en realistisch werk ontstonden naast elkaar in hetzelfde tijdsbestek. Zijn materiaalkeuze werd gekenmerkt door een grote afwisseling: van verf uit tubes tot materialen als wijnranken, stoelpoten en afvalmaterialen als plastic en blik. In 1973 vervaardigde hij in opdracht van de gemeente Grootebroek een gevelsteen voor de plaatselijke brandweerkazerne en een speelobject voor kinderen: een grote broek met glijgoten die een plaats kreeg in het centrum van het dorp.

## Exposities
- 1970 - Vara studio's, Hilversum (abstracten met zeer pasteus opgebrachte verflagen)
- 1973 - Heineken Galerie, Amsterdam (assemblages en reliëfs van plastic en ander afvalmateriaal)

## Werk in collecties
- Gemeente Grootebroek
- Diverse particuliere collecties